# Szo Dzsiszop
Szo Dzsiszop (hangul: 소지섭, handzsa: 蘇志燮, RR: So Ji-sub; 1977. november 4.) dél-koreai színész és rapper, legismertebb sorozatai a Something Happened in Bali, az I'm Sorry, I Love You, a Cain and Abel és a Master’s Sun, valamint a számos díjat nyert mozifilm, az Ez csak egy film.

## Élete és pályafutása

### Színészet
Profi úszónak készült, a modellkedést a könnyű pénzkeresési lehetőség és kedvenc hiphop-énekese, Kim Szongdzse miatt választotta, akivel együtt akart szerepelni egy reklámban.
1995-ben a STORM farmermárka modellje lett, majd a Three Guys and Three Girls szitkomban és a Model című televíziós sorozatban kapott szerepet. Ennek ellenére nehezen sikerült befutnia. Az 1990-es évek végén, a 2000-es évek elején kisebb szerepeket játszott a televízióban. A végül a Glass Slippers című sorozat hozta meg számára 2002-ben.
A Something Happened in Bali tovább növelte népszerűségét, de a sorozat másik sztárja, Cso Inszong árnyékában maradt. Az igazi áttörést az I'm Sorry, I Love You jelentette számára, amely Ázsia-szerte sztárrá emelte.
2005-ben bevonult katonának, 2007 áprilisában szerelt le. Egy mozifilmmel, az Ez csak egy filmmel tért vissza a közönséghez 2008-ban. A film alacsony költségvetésű volt, így a másik főszereplővel, Kang Dzsihvannal úgy döntöttek, a gázsijukat a filmbe fektetik. Az alkotást nem csak a kritikusok, de a közönség is jól fogadta, meglepetés kasszasiker lett.
2009-ben Szo a japán és a kínai piacon is próbálkozott. A japán BeeTV számára kizárólag mobiltelefonra közvetített sorozatot forgatott I am GHOST címmel. Az egyenként ötperces, összesen 24 epizódos alkotásban egy gyilkost alakított, és egyáltalán nem volt szövege. Egy évvel korábban kisebb szerepe volt a Gegege no kitaró 2 (ゲゲゲの鬼太郎; Hepburn: GeGeGe no Kitarō) című mangaadaptációban, ahol egy szörnyet formált meg. Kínában romantikus vígjátékot forgatott Csang Ce-ji (Zang Ziyi)vel Sophie’s Revenge címmel. A szerepet azért vállalta el, mert könnyed és vidám alkotásban akart szerepelni a korábbi nyomasztóan sötét szerepei után. Ezt követően a Cain and Abel című koreai sorozatban játszott.
2010-ben a nagy költségvetésű Road No. 1 című háborús sorozatban kapott főszerepet, azonban a várakozásokkal ellentétben a nézettség igen alacsony, mindössze 6%-os volt.
2011-ben Szo egy romantikus melodrámában tért vissza a mozivászonra, az Always-ben egy ökölvívót alakított, aki beleszeret egy vak lányba.
2012-ben a Phantom című sorozatban egy munkamániás detektívet formált meg, majd az A Company Man című filmben egy életunt bérgyilkost.
2013-ban a nagy sikerű Master’s Sun című sorozatban kapott főszerepet, melyet a Hong nővérek írtak.
2015-ben Sin Mina oldalán az Oh My Venus című romantikus vígjátéksorozatban játszott főszerepet.
2018-ban megkapta élete első nagydíját az MBC Drama Awardson a My Secret Terrius című sorozatban nyújtott alakításáért.

### Zene
Szo régóta elkötelezett rajongója a hiphopnak, zenei karrierje 2008-ban kezdődött, a Rough Cut című filmjéhez és a Cain and Abel című sorozathoz G illetve G-Sonic néven két dalt vett fel. 2011-ben Pick Up Line címmel saját neve alatt kislemezt jelentetett meg, de nem aratott vele különösebb sikert.
2012 márciusában Corona Borealis címmel, 2013 januárjában pedig 6 PM...Ground címmel adott ki középlemezt.

## Filmográfia

### Filmek
| Év   | Cím                             | Szerep                           |
| ---- | ------------------------------- | -------------------------------- |
| 2002 | Can't Live Without Robbery      | Cshö Kangdzso                    |
| 2008 | Kitaro and the Millennium Curse | Jaksa                            |
| 2008 | Ez csak egy film                | Kangphe                          |
| 2009 | Sophie’s Revenge                | Jeff                             |
| 2011 | Always                          | Csholmin                         |
| 2012 | A Company Man                   | Csi Hjongdo                      |
| 2015 | A trón                          | Csongdzso (Jeongjo) (cameo)      |
| 2017 | The Battleship Island           | Cshö Cshilszong (Choi Chil-sung) |
| 2018 | Be with You                     | Udzsin (Woo-jin)                 |
| 2022 | Alienoid                        | Mun Doszok (Moon Do-seok)        |
| 2022 | Confession                      | Ju Minho (Yoo Min-ho)            |

### Televíziós sorozatok
| Év   | Cím                                                                | Szerep                               | Csatorna |
| ---- | ------------------------------------------------------------------ | ------------------------------------ | -------- |
| 1996 | Three Guys and Three Girls                                         | Kim Cshulszu                         | MBC      |
| 1997 | Model                                                              | Song Kyung-chul                      | SBS      |
| 1998 | MBC Best Theater 316 rész: What You Cherish Can Never Be Forgotten | Tongu                                | MBC      |
| 1998 | I Hate You, But It's Fine                                          | Csholmin                             | SBS      |
| 2000 | Love Story 6. rész: Miss Hip-hop & Mr. Rock                        | O Cshulszu                           | SBS      |
| 2000 | MBC Best Theater 389. rész: Have You Ever Said 'I Love You'?       | Kjongmin                             | MBC      |
| 2000 | Wang Rung's Land                                                   | Pak Minho                            | SBS      |
| 2000 | Because of You                                                     | Jun Mingi                            | MBC      |
| 2000 | Csoa, Csoa                                                         | Pak Csiszop                          | SBS      |
| 2000 | Cheers for the Women                                               | Hvang Dzsunvon                       | SBS      |
| 2001 | Long Way                                                           | Kihjon                               | SBS      |
| 2001 | Delicious Proposal                                                 | Csang Himun                          | MBC      |
| 2001 | Law Firm                                                           | Cshö Dzsanggun                       | SBS      |
| 2002 | We Are Dating Now                                                  | Cshö Gjuin                           | SBS      |
| 2002 | Glass Slippers                                                     | Pak Cshulung                         | SBS      |
| 2003 | Thousand Years of Love                                             | Kisil Ari tábornok / Kang Incshol    | SBS      |
| 2004 | Something Happened in Bali                                         | Kang Inuk                            | SBS      |
| 2004 | I'm Sorry, I Love You                                              | Csha Muhjok                          | KBS2     |
| 2008 | U-Turn                                                             | Csiszop                              | OCN      |
| 2009 | Cain and Abel                                                      | I Cshoin / O Gangho                  | SBS      |
| 2009 | I am GHOST                                                         | Ghost                                | BeeTV    |
| 2010 | Road No. 1                                                         | I Dzsangu                            | MBC      |
| 2012 | Phantom                                                            | Kim Uhjon / Pak Kijong               | SBS      |
| 2013 | Master’s Sun                                                       | Csu Dzsungvon                        | SBS      |
| 2014 | One Sunny Day                                                      | Kim Dzsiho (Kim Ji-ho)               | Line TV  |
| 2015 | Warm and Cozy                                                      | étteremtulajdonos (cameo, episode 1) | MBC      |
| 2015 | Oh My Venus                                                        | Kim Jongho (Kim Young-ho)            | KBS2     |
| 2018 | My Secret Terrius                                                  | Kim Bon                              | MBC      |
| 2022 | Doctor Lawyer                                                      | Han Ihan (Han Yi-han)                | MBC      |

### Videóklipek
| Év   | Dal címe           | Előadó                             |
| ---- | ------------------ | ---------------------------------- |
| 1997 | Goodbye Yesterday  | Turbo                              |
| 1999 | For You            | Rju Cshan                          |
| 2001 | The End            | I Hjonu                            |
| 2001 | Beautiful Days     | Csang Hjedzsin                     |
| 2005 | Mr. Flower         | Cso Szongmo                        |
| 2008 | Lonely Life        | G                                  |
| 2010 | Smiling Goodbye    | Soya n Sun                         |
| 2010 | Take               | Szo Inguk                          |
| 2012 | Some Kind of Story | Szo Dzsiszop feat. Ho Gak & Mellow |
| 2013 | Picnic             | Szo Dzsiszop feat. Ko Junha        |
| 2013 | 6PM...Ground       | Szo Dzsiszop feat. Mellow          |
| 2014 | 18 Years           | Szo Dzsiszop feat. Satbyeol        |
| 2014 | Boy Go             | Szo Dzsiszop feat. Soul Dive       |

## Diszkográfia
- 고독한 인생 (Kodokhan inszeng) (kislemez, 2008)
- 미련한 사랑 (Mirjonhan szarang) (kislemez, 2008)
- 미련한 사랑 (Mirjonhan szarang) Drama ver. (Cain and Abel OST, 2009)
- 추억소리 (Cshuokszori) (Road No. 1 OST, 2010)
- Pick Up Line (kislemez, 2011)
- 북쪽왕관자리 (Corona Borealis) (középlemez, 2012)
- 6시...운동장 (6PM...Ground) (középlemez, 2013)
- 18 Years (középlemez, 2014)
- So Ganzi (kislemez, 2015)
- Cola Bottle Baby (kislemez, 2017)[48]

## Díjai és elismerései
- 2000 SBS Drama Awards: Legjobb új színész
- 2001 Fashion Model Awards: Ms. & Mr. Davidoff Award
- 2003 SBS Drama Awards:
  - Top 10 sztár
  - Kiválóság-díj (színész) (Thousand Years of Love)
- 2004 Baeksang Arts Awards: Népszerűségi díj (Something Happened in Bali)
- KBS Drama Awards: (I'm Sorry, I Love You)[49]
  - Legjobb páros (Im Szudzsonggal)
  - Internetezők díja
  - Népszerűségi díj
  - Kiválóság-díj (színész)
- 2005 Baeksang Arts Awards: legjobb televíziós színész (I'm Sorry, I Love You)
- 2008 Best Jeanist Awards: Best Jeanist (nemzetközi)[50]
- 2008 Korean Association of Film Critics Awards: legjobb színész (Rough Cut)
- 2008 Blue Dragon Film Awards: Legjobb új színész (Rough Cut)
- 2009 Baeksang Arts Awards: Legjobb új színész (Rough Cut)
- 2009: New York Asian Film Festival: Rising Star Asia Award  (Rough Cut)[51]
- 2009: Pusan Film Critics Awards: Legjobb új színész (Rough Cut)[52]
- 2009 Buil Film Awards: Legjobb új színész (Rough Cut)[53]
- 2009 Grimae Awards: Legjobb színész (Cain and Abel)[54][55]
- 2009 Kulturális Minisztérium: Az év televíziós színésze (Cain and Abel)
- 2009 SBS Drama Awards (Cain and Abel)[56]
  - Top 10 sztár
  - Kiválóság-díj (színész)
- 2010 Daejong Film Festival: Különdíj a kultúrák közötti kapcsolatok elősegítéséért[57][58]
- 2010 Style Icon Awards: nemzetközi stílusikon
- 2010 Korea Lifestyle Awards: Legjobban öltözött férfi
- 2011 Korea Tourism Organization: Különdíj[59]
- 2011 Korean Culture & Entertainment Awards: Nagydíj (film) (Always)[60]
- 2012 SBS Drama Awards (Phantom)[61]
  - Top 10 sztár
  - Kiválóság-díj (színész)
- 2012-ben Kangvon tartományban egy 51 kilométeres utat neveztek el a színészről.[62][63]
- 2013 SBS Drama Awards: Legjobb kiválóság díj: színész minisorozatban[64]
- 2015 KBS Drama Awards: Legkiválóbb színész (Oh My Venus)[65]
- 2018 MBC Drama Awards[32]
  - Kiválóság-díj (My Secret Terrius)
  - Nagydíj

## Fordítás
- Ez a szócikk részben vagy egészben  a   So Ji-sub című angol Wikipédia-szócikk fordításán alapul.  Az eredeti cikk szerkesztőit annak laptörténete sorolja fel. Ez a jelzés csupán a megfogalmazás eredetét és a szerzői jogokat jelzi, nem szolgál a cikkben szereplő információk forrásmegjelöléseként.